# North Drums

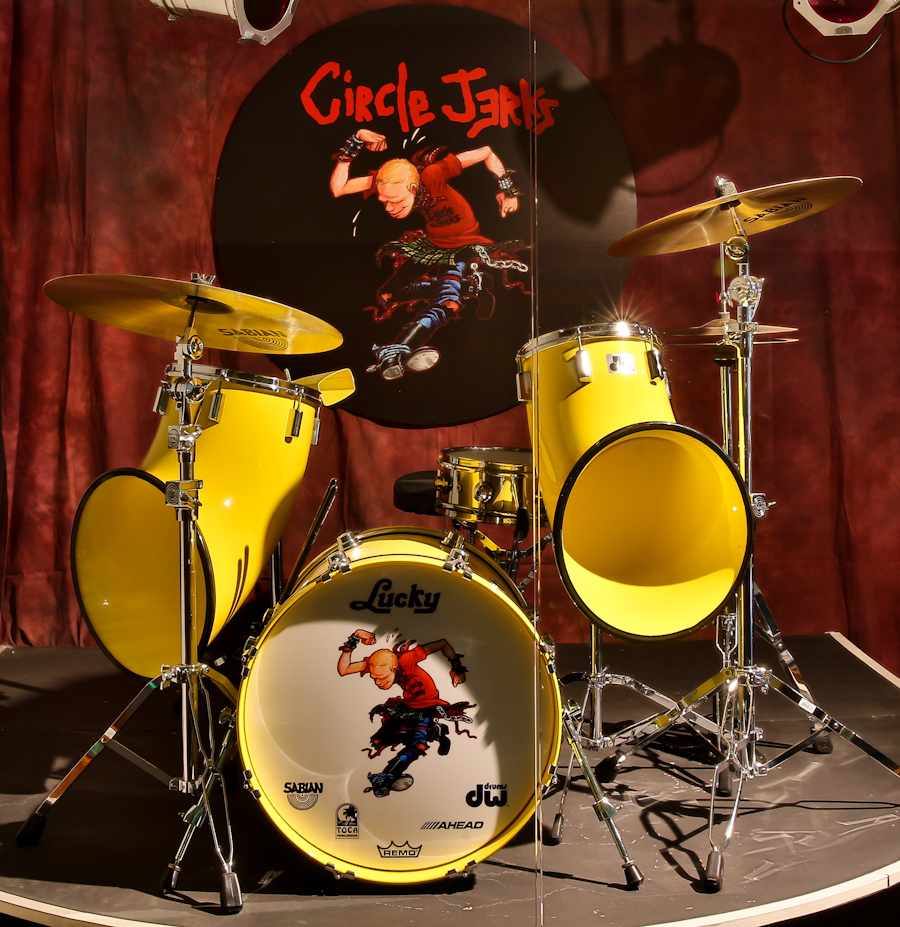

North Drums sind um 90 Grad gebogene, trichterförmige Tomtoms, die von Roger W. North in den 1970er Jahren konzipiert wurden, um Klang und Tonnuancen der Trommeln besser in Richtung des Publikums zu projizieren.

## Geschichte
North Drums wurden von Roger W. North erfunden, einem professionellen Schlagzeuger aus Portland (Oregon). Er war Absolvent des Swarthmore College und erlangte einen Master of Science in Structural Engineering (Konstruktiver Ingenieurbau) des Massachusetts Institute of Technology. Nachdem er mehrere Jahre als Ingenieur in Boston gearbeitet hatte, trat er 1968 der Rockgruppe Quill bei und spielte unter anderem für ein Jahr bei Odetta, fünf Jahre mit den Holy Modal Rounders und den Clamtones.
North strebte mit der Modifikation der Trommelform nicht eine höhere Lautstärke an, sondern wollte Feinheiten der Frequenzen und des Klangs erhalten sowie die klare Unterscheidbarkeit der einzelnen Trommeln voneinander, die normalerweise durch den Abstand zum Publikum verloren gingen. Fünf Jahre experimentierte er mit verschiedenen Formen und Materialien, bis die Trommeln ihre charakteristische Hornform erhielten, da North die Trommeln so formte, dass der Boden direkt zum Publikum wies. Aufgrund ihrer Klangeigenschaften erwiesen sie sich auch als gut geeignet für Aufnahmen im Tonstudio. North entwickelte die Trommeln etwa 1968 für seinen Eigengebrauch. So spielte er sie 1968 als Drummer der Gruppe Quill auf dem Woodstock-Festival.
1970 ließ er sie patentieren, aber erst 1972 eröffnete er eine Firma, über die er die Trommeln in kleiner Stückzahl vertrieb.
Die ursprünglichen Trommeln waren aus glasfaserverstärktem Kunststoff handgefertigt und in sechs Grundfarben erhältlich. Im Jahr 1976 beauftragte North aufgrund der steigenden Nachfrage Music Technology Incorporated (MTI) in New York mit Herstellung und Vertrieb der Trommeln. Unter MTI Management wurden die Trommeln nun durch Spritzgießen aus Polystyrol hergestellt. Außer weißen und schwarzen waren auch rote, gelbe oder mehrfarbige Trommeln mit Durchmessern zwischen sechs und sechzehn Zoll erhältlich.
In den frühen 1980er Jahren wurde die Fertigung eingestellt.

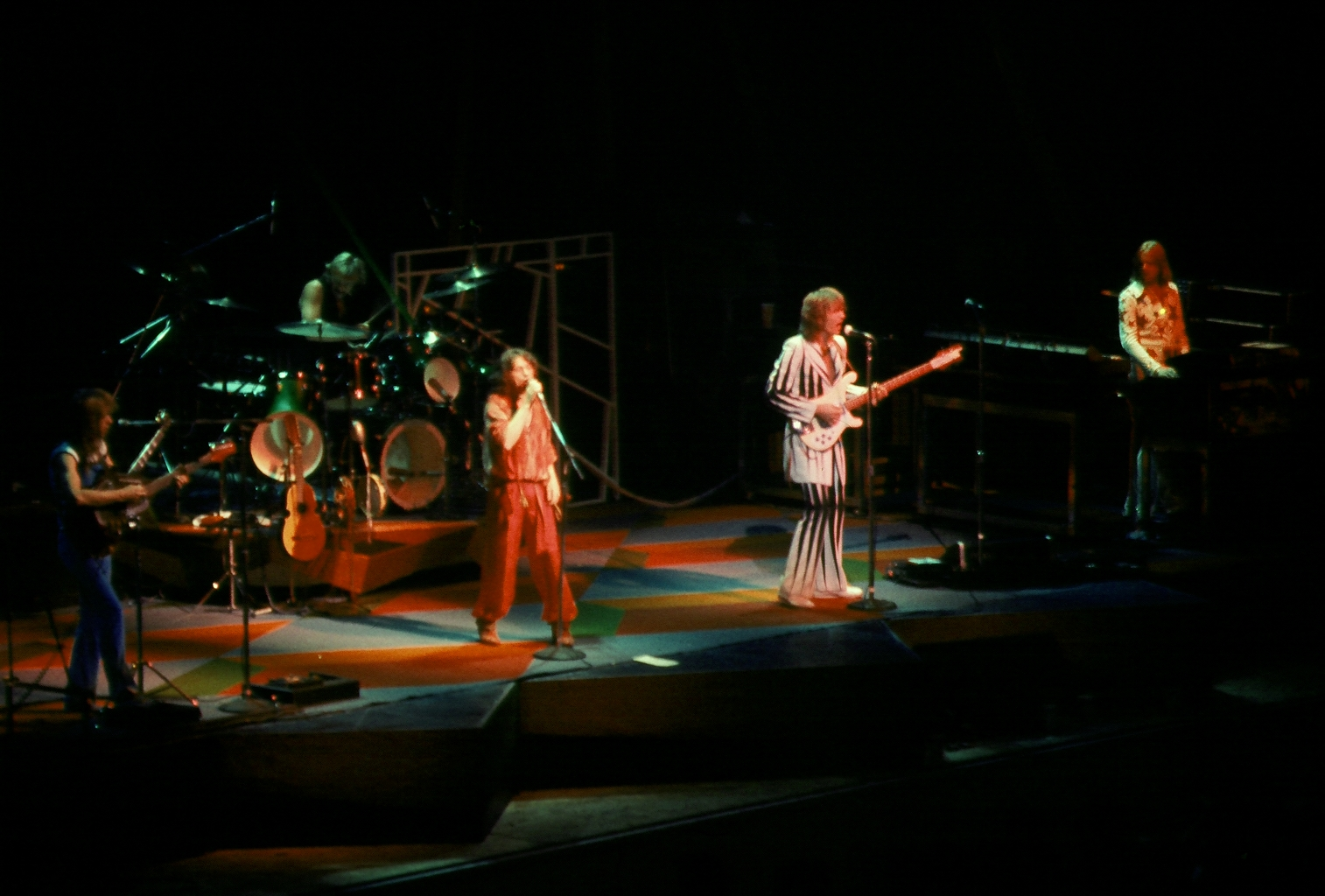
Alan White mit North Drums beim Yes-Konzert, Indianapolis, 1977

North Drums wurden hauptsächlich in Amerika bekannt. Ihre Popularität erlangten sie vor allem durch ihre Beliebtheit bei namhaften Rock- und Jazzmusikern. So spielte Chad Channing von Nirvana North-Trommeln, ebenso Billy Cobham, der Session-Drummer Russ Kunkel und Credence-Clearwater-Revival-Schlagzeuger Doug Clifford. Lucky Lehrer von den Circle Jerks verwendete North-Tomtoms, die in der ständigen Ausstellung im Hard Rock Hotel and Casino in Las Vegas ausgestellt sind. Alan White von der Band Yes spielte zeitweise North-Trommeln, ebenso wie Gerry Brown und Richie Albright von The Waylors. Das Drum Corps Blue Devils spielten regelmäßig auf North Drums.